# Иудаизм в Великобритании

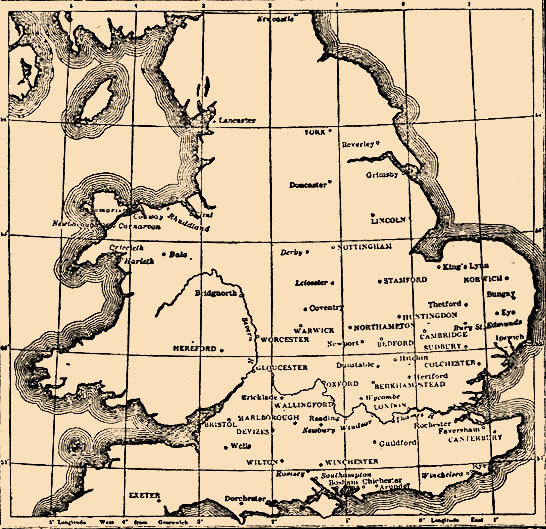
Карта еврейских поселений в Англии до изгнания в 1290 году. Иллюстрация из Еврейской энциклопедии Брокгауза и Ефрона, 1906 — 1913 годов.

Британские иудеи (часто называемые англоевреями) — подданные Соединённого Королевства еврейского происхождения, поддерживающие отношения с иудейской общиной.
Великобритания является второй после Франции страной Западной Европы по численности проживающих в ней евреев, а иудейская община страны находится на седьмом месте в списке крупнейших иудейских общин мира.
В связи с особым географическим положением и историей Соединённого Королевства развитие еврейской общины Великобритании шло несколько другими путями в сравнении с остальными странами континентальной Европы. В частности, англоевреи практически никогда в истории не подвергались серьёзным вспышкам насилия на почве религиозной дискриминации, что, помимо географической удаленности от континентальной части Европы, вероятно объясняется относительной однородностью британского общества.
Британские иудеи занимают видное место в развитии Великобритании, в течение всей истории страны представители англоевреев ставились крупными политиками, бизнесменами, деятелями искусства и науки. Официальной статистики по численности англоевреев в настоящее время не существует, согласно проводимым неофициальным исследованиям британская еврейская община в 1993 году насчитывала чуть более 296 000 человек, около двух третей из которых постоянно проживали в Лондоне.

## История
Нет никаких точных известий о еврейских поселениях в Англии до нормандского завоевания.
Первое письменное упоминание о еврейских поселениях в Британии датируется 1066 годом, когда несколько иудеев прибыли на острова вместе с Вильгельмом Завоевателем, считавшего, что коммерческие навыки переселенцев пойдут на пользу столице Англии. Тем не менее, существуют мнения, что иудеи проживали в стране ещё со времён Римской империи.
В Норвиче в 1144 году произошёл первый зафиксированный в истории случай кровавого навета. С сентября 1189 по март 1190 года по стране прокатилась волна еврейских погромов, связанная с коронацией Ричарда I. В дальнейшем еврейские общины Англии пострадали во время Баронской войны (1263—1267).
В 1290 году специальным указом короля Эдуарда I все англоевреи были высланы из Англии главным образом в Польшу, где они находились под защитой специального закона. Несмотря на строгое исполнение королевского указа долгое время в подполье существовала небольшая община оставшихся в стране. Гонения на иудеев не распространялись на Шотландию, поскольку в то время она была независимым от Англии государством с другим монархом и своими законами.
В 1657 году Оливер Кромвель отменил запрет Эдуарда I и неофициальным образом дал понять, что государство не будет преследовать иудеев, были установлены контакты с проживавшим в Голландии известным раввином Манассия бен Израиль, который передал лорду-протектору просьбу общины вернуться в Англию. В 1655 году Кромвель отменил запрет на поселения иудеев на территории Англии и евреи небольшими группами начали приезжать в страну. С того времени британская община иудеев росла и развивалась, так же, как развивалась и своеобразная религиозная терпимость англичан, ставшая вскоре отличительной чертой английского общества.
В 2006 году еврейская община Великобритании отпраздновала 350-летие знакового решения Кромвеля.

## Демография

### Население

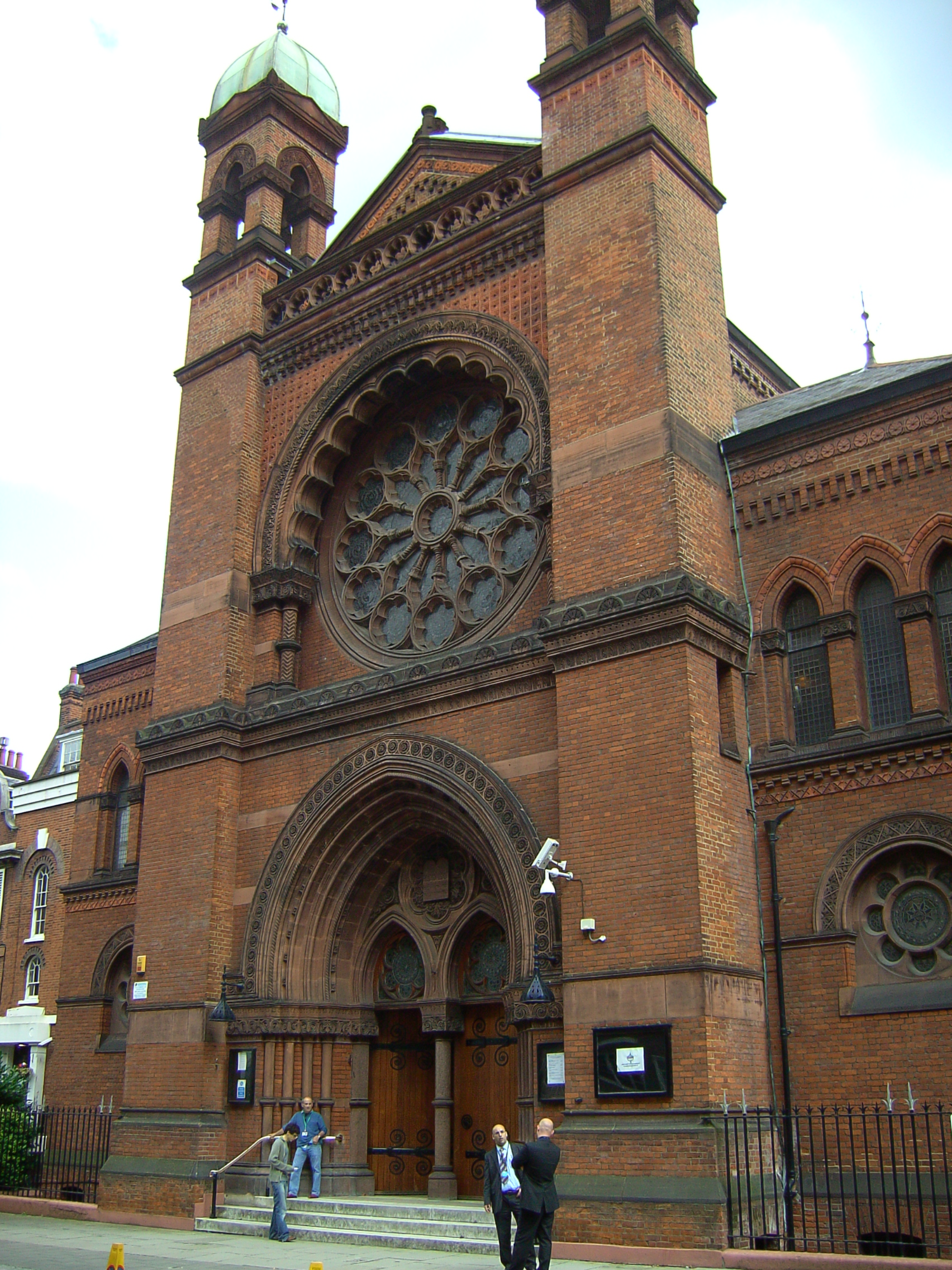
Синагога в Лондоне

В начале Первой мировой войны в Соединённом Королевстве проживало более 500 тысяч евреев, с тех пор и до 2005 года их численность постоянно снижалась.
По данным переписи 2001 года число проживающих в стране иудеев составило 266 740 человек. Данная цифра не включает в себя людей, идентифицировавших себя евреями «по этническому признаку» и воспитанных в еврейской традиции, но не принявших для себя иудаизм как религию. Всего же по данным переписи населения 2001 года в Великобритании проживало 270 499 евреев. Ещё около 20 000 человек могли выпасть из статистической переписи 2001 года, поскольку проживали в удалённых районах, а также вследствие того, что вопрос о религиозной принадлежности был впервые в истории переписей населения включён в опросник, а ответ на него не являлся обязательным. Единственным районом Великобритании, где статистика 2001 года показала отсутствие иудеев, были острова архипелага Силли. С другой стороны, значительное количество ортодоксальных евреев в северо-восточном и северо-западном районах Лондона и Манчестере предпочли не отвечать на вопрос о религиозной принадлежности.
С 2005 года впервые за последние 40 лет число родившихся в иудейской общине превысило количество смертей и с этого времени число англоиудеев выросло с 275 000 до 280 000 человек. Достоверно известно, что немало членов иудейских общин Великобритании (включая и районы проживания ультраортодоксов) по совету своих религиозных лидеров не отвечают на вопросы переписи о религиозной принадлежности, что приводит к серьёзному расхождению статистических данных с фактическим положением дел и не даёт возможности определить точное число иудеев, проживающих в стране. Одной из главных причин нежелания заявлять о своей религии, возможно, являются массовые гонения евреев из Западной Европы в 40-50-х годах прошлого века и эти чёрные страницы истории ещё свежи в памяти беженцев и их потомков. Общее число англоиудеев, вероятно, более чем в два раза выше данных официальной переписи. Об этом можно говорить с высокой долей достоверности, исходя из высокого показателя рождаемости в семьях ортодоксальных евреев, а также большого числа англичан, являющихся евреями по происхождению, но не исповедующих иудаизм (анкета переписи населения содержит вопрос о религии, но не включает в себя вопрос о национальной самоидентификации).
В настоящее время около двух третей евреев в Великобритании проживает в Большом Лондоне, смежных районах Южного Хартфордшира и юго-западной части Эссекса. Крупнейшие общины за пределами Лондона находятся в Манчестере (около 30 тысяч) и Лидсе (немногим менее 7 тысяч человек). Меньшие по численности общины англоиудеев находятся в Гейтсхеде, Глазго, Ливерпуле, а также в других бывших индустриальных городах Великобритании. Число англоиудеев в возрастной группе 65 лет и старше составляет 24 % от общего числа евреев страны и 16 % от всего населения Англии и Уэльса. Более того, согласно переписи населения 2001 года евреи были единственной группой, в которой число людей в возрастной группе старше 75 лет превышало число людей в группе от 65 до 74 лет.

### Религиозные течения иудаизма в Британии
В Великобритании действует около 350 синагог и по оценкам порядка 70 % англоиудеев связаны с одной из них. Примерно каждый пятый англоиудей посещает синагогу раз в неделю.
Статистические данные принадлежности британских евреев к различным течениям выглядят следующим образом:
- синагоги ортодоксального модернизма (умеренно ортодоксальные): Объединённая синагога Лондона и Федерация синагог Великобритании (ашкенази), испанская и португальская синагоги (сефарды) — 61 %;
- прогрессивные синагоги: движение за реформу иудаизма (прежде известное, как движение за реформу синагог Великобритания) и либеральный иудаизм — 27 %;
- крайне ортодоксальные синагоги (харедим) — 11 %;
- ассамблея консервативных синагог (масортим) 2 %.

## Общественные организации
- Англо-еврейское общество
- Еврейское историческое общество Англии (с 1893)

## Известные британские иудеи

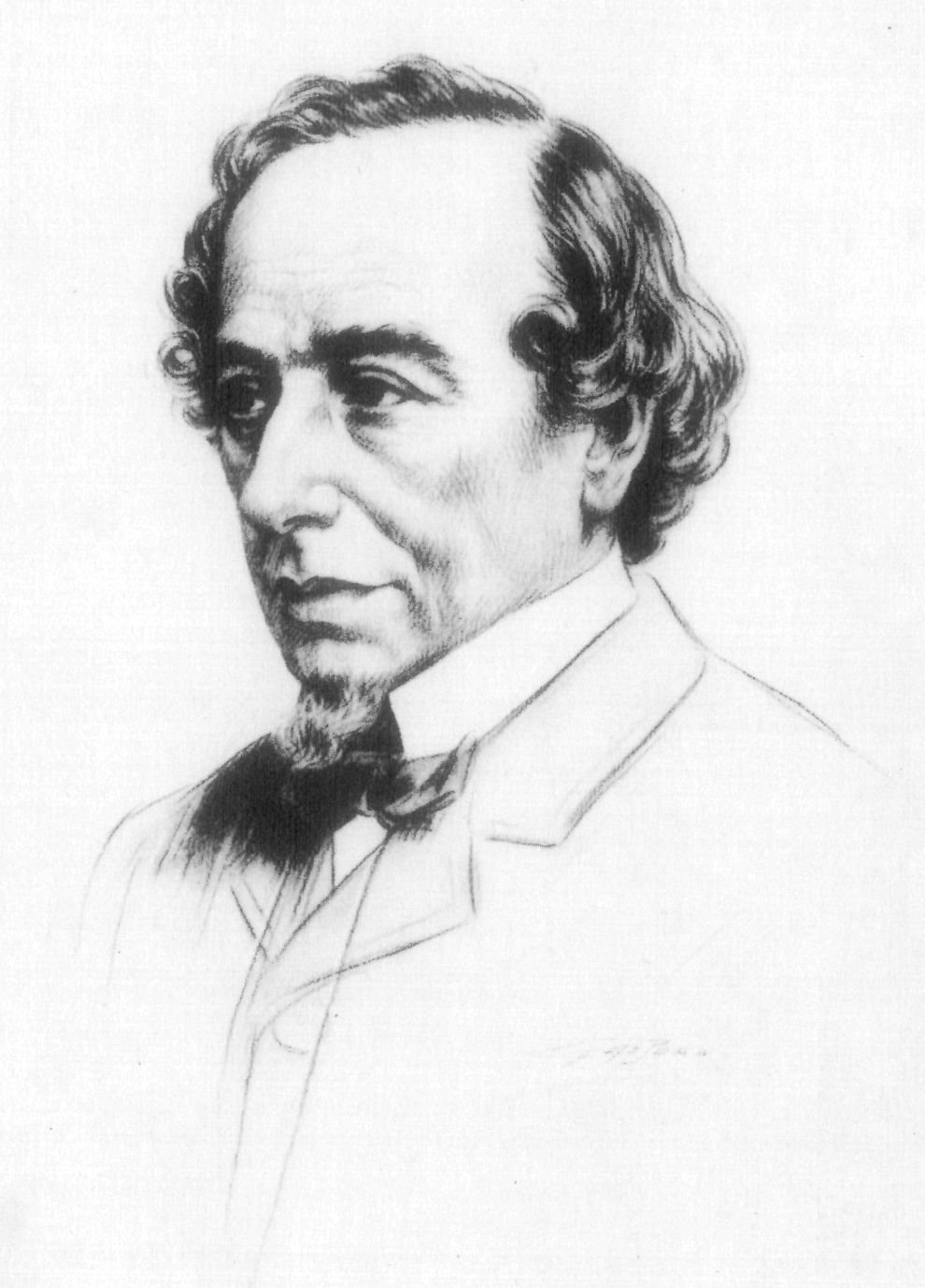
Бенджамин Дизраэли
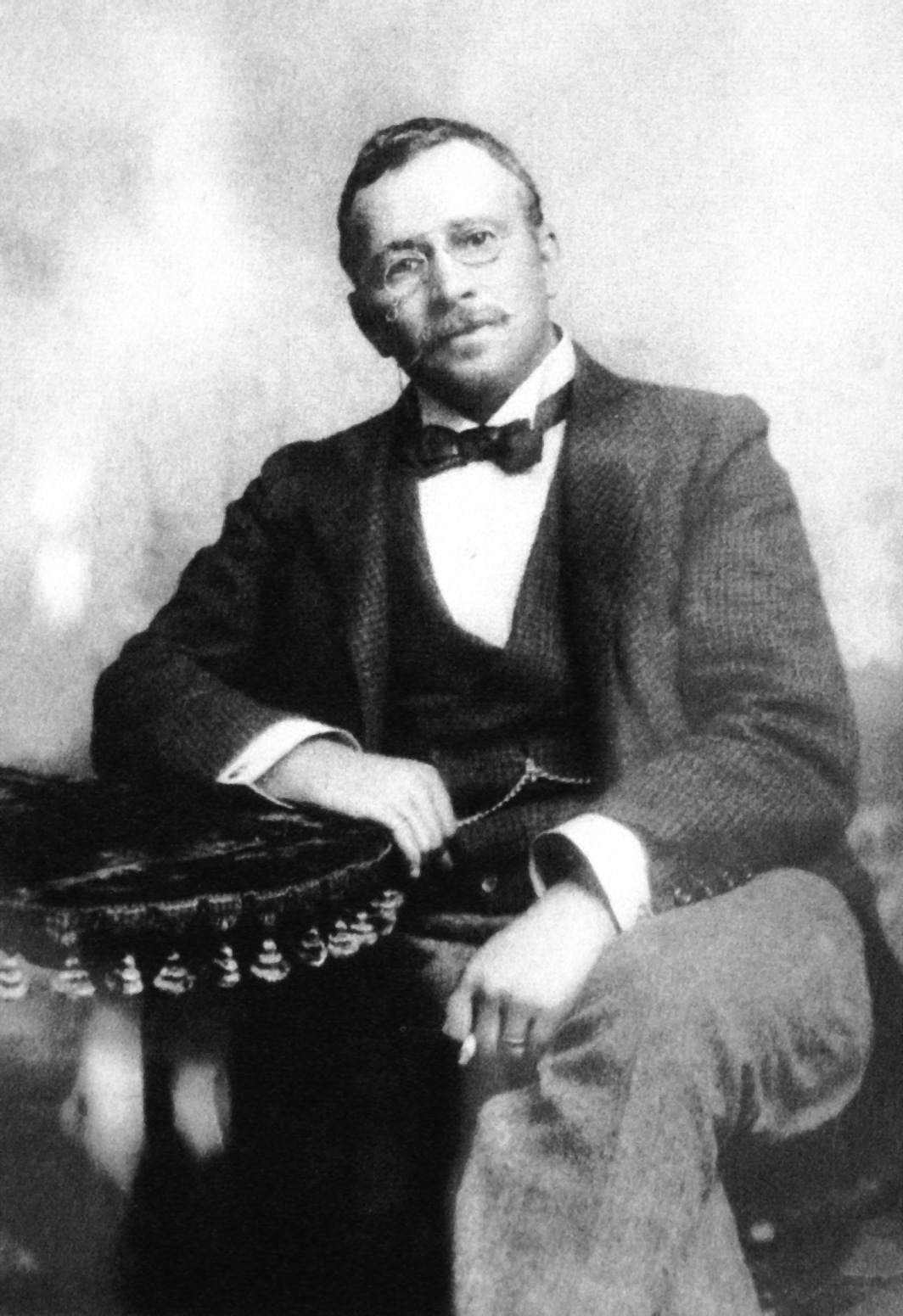
Барни Барнато
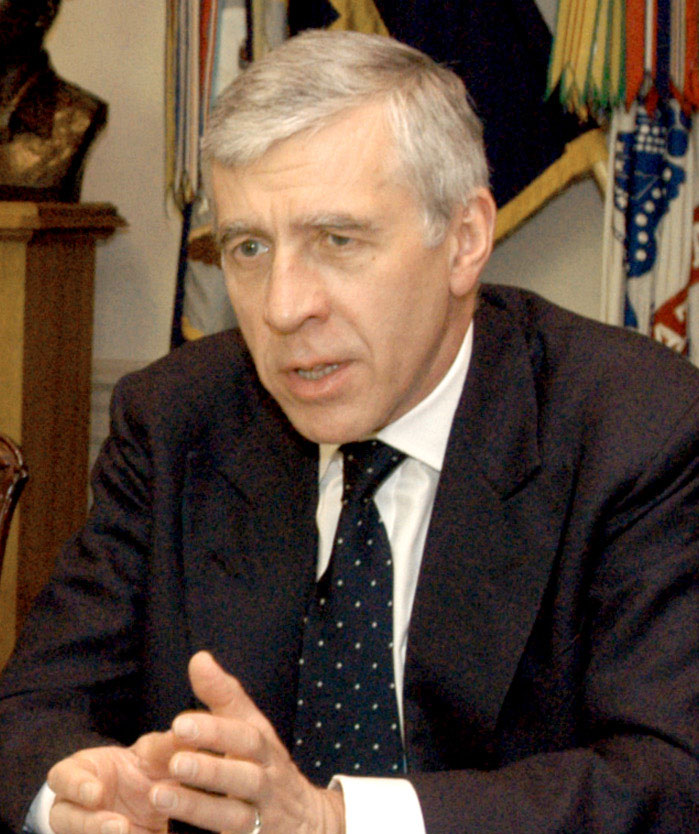
Джек Стро
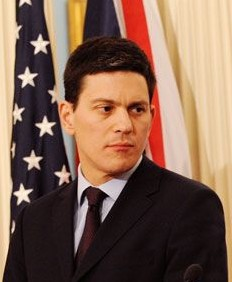
Дэвид Милибэнд
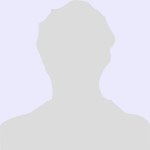
Майкл Леви
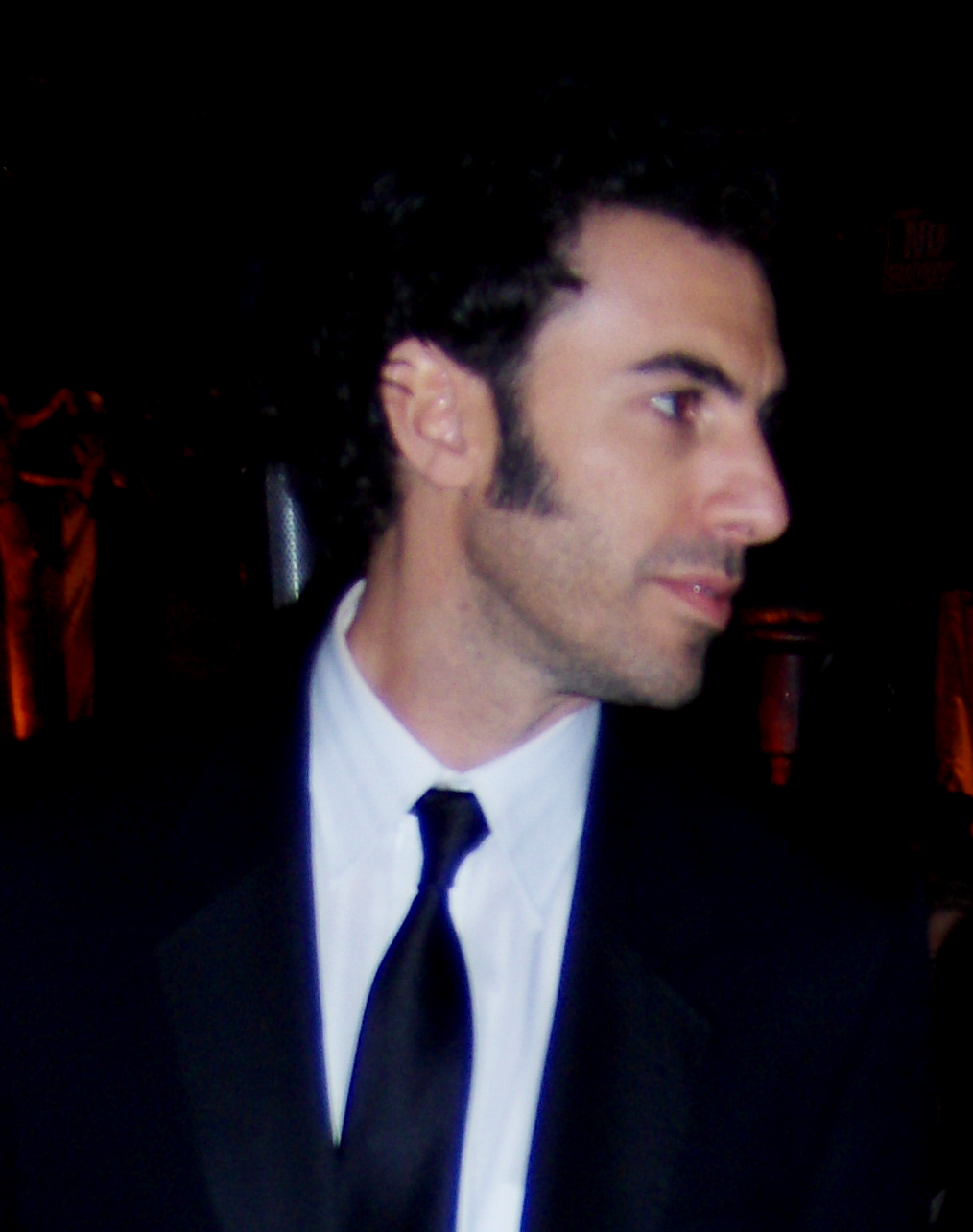
Саша Барон Коэн
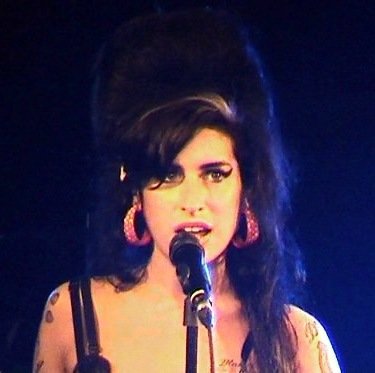
Эми Уайнхаус
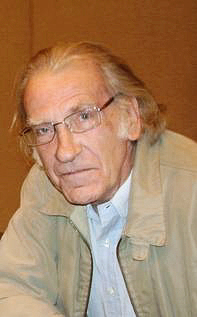
Дэвид Уорнер
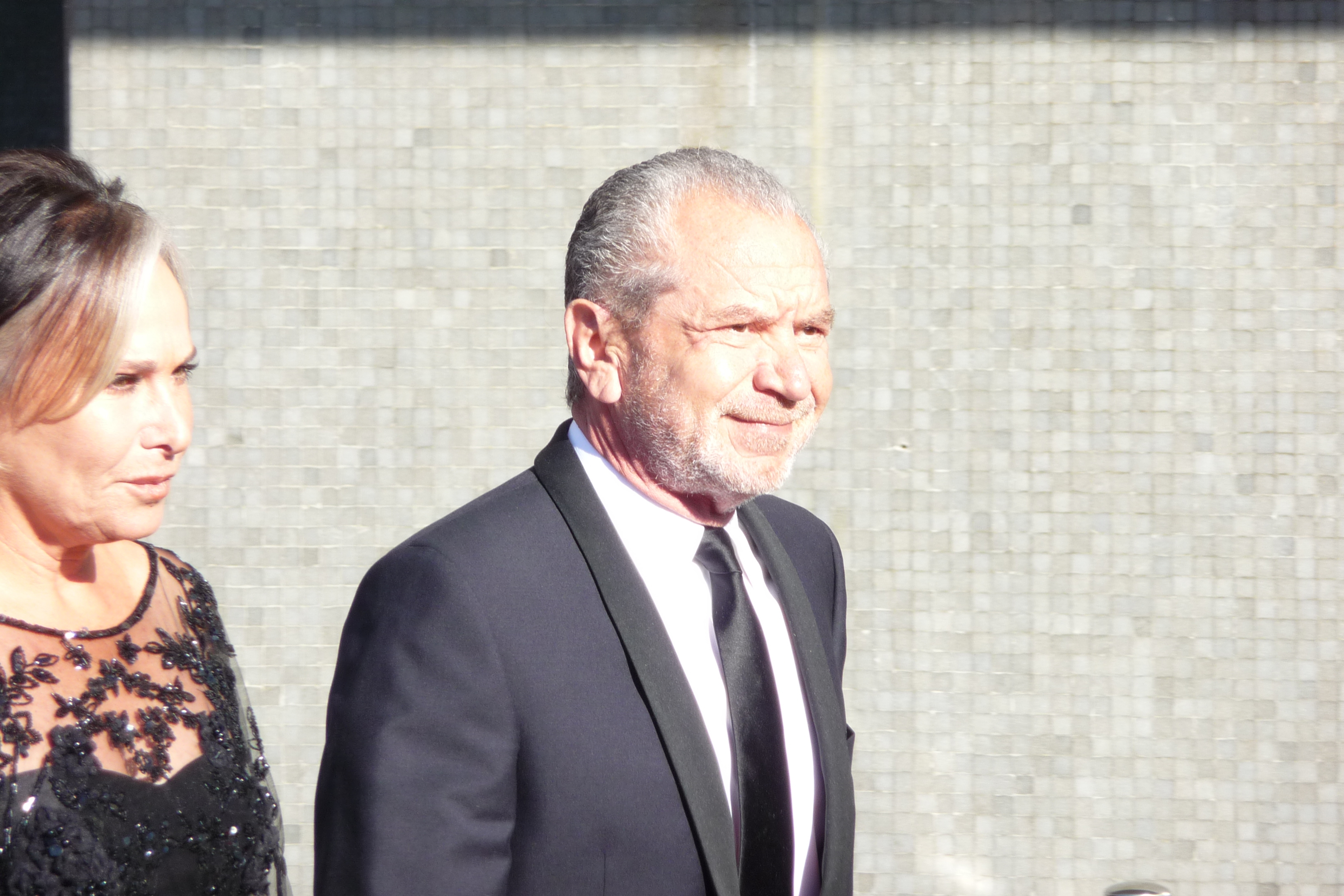
сэр Алан Шугар
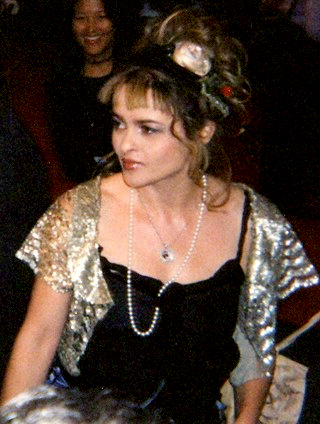
Хелена Бонэм Картер
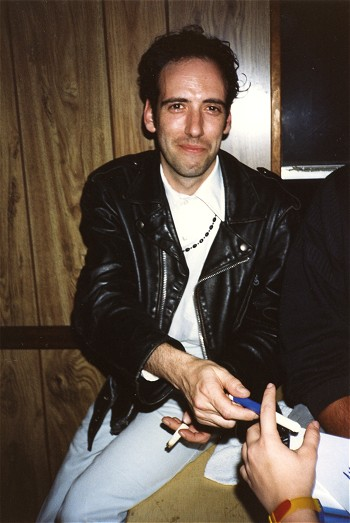
Мик Джонс
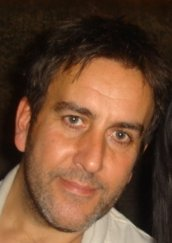
Терри Холл
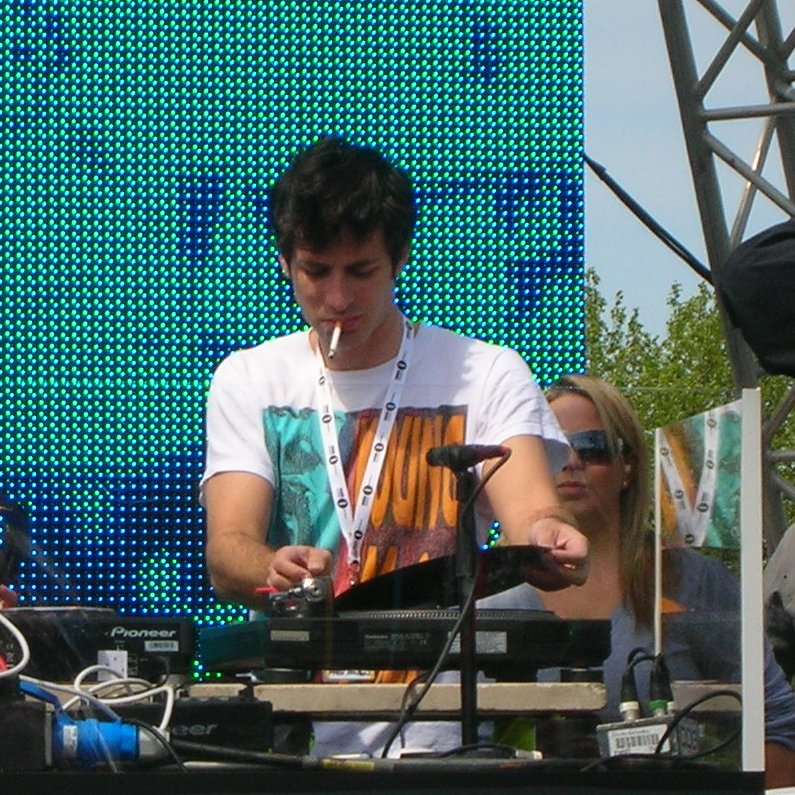
Марк Ронсон
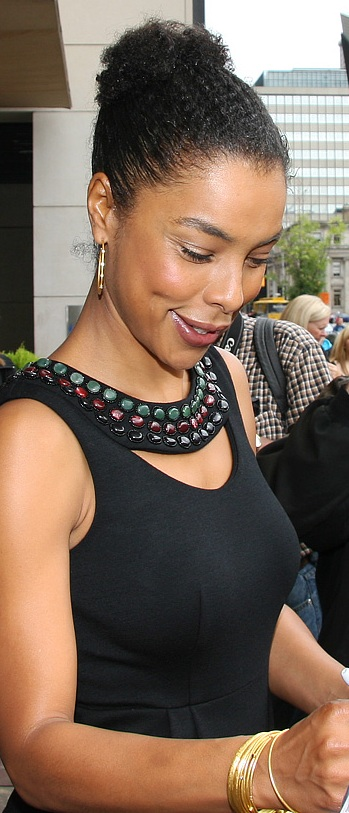
Софи Оконедо